# 名古屋観光コンベンションビューロー
公益財団法人名古屋観光コンベンションビューロー（こうえきざいだんほうじんなごやかんこうコンベンションビューロー）は、名古屋市の観光文化交流局観光推進課が所管する公益財団法人。

## 主な事業
主な活動はコンベンションの誘致や開催およびその支援、観光客の誘致、国内外への広報宣伝活動、観光案内所の管理・運営などである。
この他、フィルム・コミッションであるなごや・ロケーション・ナビの運営や世界コスプレサミット実行委員会にも名を連ねている。

## 沿革
- 1985年（昭和60年）7月 - 社団法人名古屋市観光推進協会が設立[1]。
- 1988年（昭和63年）4月 - 国際コンベンションシティに指定される[1]。
- 1990年（平成2年）4月 - 名古屋国際会議場が開館。
- 1990年（平成2年）10月15日 - 社団法人名古屋市観光推進協会を解散[1]。翌16日、財団法人名古屋観光コンベンションビューローとして中部運輸局長の認可を受ける[1]。
- 2001年（平成13年）9月 - なごや・ロケーション・ナビを設立。
- 2002年（平成14年）10月 - オアシス21iセンターを開設。

## 所在地
- 本部（愛知県名古屋市中区 名古屋商工会議所ビル11階）北緯35度9分56.3秒 東経136度53分54.9秒 / 北緯35.165639度 東経136.898583度
- 名古屋国際会議場（愛知県名古屋市熱田区）北緯35度7分55.8秒 東経136度53分54.3秒 / 北緯35.132167度 東経136.898417度
- 名古屋駅観光案内所（愛知県名古屋市中村区 JR名古屋駅内）北緯35度10分13.8秒 東経136度52分55.3秒 / 北緯35.170500度 東経136.882028度
- 金山観光案内所（愛知県名古屋市中区 ループ金山）北緯35度8分35.9秒 東経136度54分5.3秒 / 北緯35.143306度 東経136.901472度
- オアシス21iセンター（愛知県名古屋市東区 オアシス21内）北緯35度10分14秒 東経136度54分34.4秒 / 北緯35.17056度 東経136.909556度